# Ctenothrips bridwelli
Ctenothrips bridwelli är en insektsart som beskrevs av Franklin 1907. Ctenothrips bridwelli ingår i släktet Ctenothrips och familjen smaltripsar. Inga underarter finns listade i Catalogue of Life.